# لماذا لم أعد أتحدث للبيض عن العرق
لماذا لم أعد اتحدث للبيض عن العرق
لماذا لم أعد اتحدث للبيض عن العرق هو كتاب نشر في عام.2017 أثار الجدل لأول مرة من قبل الكاتبة ريني ايدو-لودج ‏، والذي تم إصداره من قبل بلومزبري للنشر.
كتب الحاصل علي جائزة بوكر لعام 2015 مارلون جيمس أنه: «ضروري» و«يرجو ليكتب».
الانتقادات
نقد تريفور فيليبس العمل لصالح صحيفة «التايمز». في الملحق الأدبي ‏. ووصف بيرنادين إيفاريستو عنوان الكتاب بانه: «مثير للإستفزاز بشكل رائع», مشيراً إلي أنه «تسويق الذهب» في المناخ المحيط بحركة الأرواح السوداء تهم. وصف إيفاريستو العمل بأنه: «توقيته مناسب ويمكن الوصول إليه», «شامل وصحفي» بالإضافة إلى «غير أكاديمي بحزم», مقارنةً بعمل الكاتب الأفريقية الأمريكية روكسان جاي، التي ألفت في عام 2014 تلك المقتطفات النسوية السيئة «يمشي خطوات بنفس الأرض». ومع ذلك، فإنها تنتقد إيددو-لودج لعد مشاركتها في ما يكفي من «الأبحاث الدقيق، خاصة في الماضي». ولحقيقة أنها «تتغاضي تماماً» أعمال الكتابات النسويات البريطانيات السود مثل بيفيرلي بريان، ستيلا دادزي، وسوزان سكافي. وأشار إيفاريستو إلى أن الكتاب يترك أسئلة أخرى مفتوحة، مثل: «ما هي مسؤولية السود في خلق التغير لأنفسنا؟ دون تحمل المسؤولية ايضاً، نحن عالة ولا نمتلك القدرة. ماذا عن التطورات الإيجابية منذ ويندرش؟».
نقد أريفا أكبر العمل لصالح صحيفة «فاينانشيال تايمز», مشيرا إلي أن إيددو-لودج «تبني تقليد نقدي مستمد من الكتاب الأمريكين السود» مثل دابليو. آي. بي. دو بويس، جيمس بالدوين، وبيل هوكس. وتشير أكبر إلي أنه: «لن يجد الجميع الإجابة علي عدم المساواة العرقية في اعتماد إيددو-لودج علي رفع الوعي للبيض، لكنه تحول مهم يقوض فكرة أن العنصرية هي العبء الذي يتحمله مجمتع بام. التحرير الذي يقدمه هذا الكتاب هو عكس المسؤوليات».
لصالح صحيفة «جارديان», وضع كولين غرانت الكتاب ضمن عرف أوسع من «التحذيرات الغاضبة إلى القراء البيض الجاهلين», والتي أُنتج معظمها من قبل أفارقة-أمريكين بدلاً من الكتاب السود البريطيانيين. اعتبر غرانت أن: «إيددو-لودج تأخذ حرارة النقاشات العرقية في المملكة المتحدة بدقة». لكن هناك عدة أقسام، مثل مناقشته لمقتل ستيفن لورانس، مختصرة للغاية، مشير إلى أن «نوع هذا الكتاب ليس مصمماً علي تجاوزالعناوين الرئيسية من أجل استخلاص الدروس من الماضي».
نُقد الكتاب لصالح ان بي ار، ذكرت الصحفية سلفيا فيناس أن «الجرأة» و«الكلام المباشر» في العمل هو ما يعجله «لا يُنسي», وأشارت ايضاً إلي أنه في وقت التركيز فيه «على الأحداث في بريطانيا، فإنه لا يزال متاحاً لقراء التاريخ الأمريكي للسود».
المصادر
1. 1 2  Eddo-Lodge, Reni. Why I’m No Longer Talking to White People About Race .دار بلومزبري. Retrieved 30 April 2017 نسخة محفوظة 04 سبتمبر 2017 على موقع واي باك مشين.
2. 1 2  Grant, Colin (3 June 2017). "Why I'm No Longer Talking to White People About Race by Reni Eddo-Lodge review – 'racism is a white problem. الغارديان. نسخة محفوظة 20 سبتمبر 2018 على موقع واي باك مشين.
3. ↑  Eddo-Lodge, Reni (September 2, 2017). "I stopped talking to white people about race. Here's what I learned" ذا جلوب اند ميل  [لغات أخرى]‏. نسخة محفوظة 12 أكتوبر 2017 على موقع واي باك مشين.
4. ↑  Philips, Trevor. "Books: Why I'm No Longer Talking to White People About Race by Reni Eddo-Lodge". The Telegrap
5. ↑  برناردين إيفاريستو (4 July 2017). "Check Your Privilege"Times Literary Supplement. نسخة محفوظة 22 ديسمبر 2017 على موقع واي باك مشين.
6. ↑  Akbar, Arifa (26 May 2017). "Why I'm No Longer Talking to White People About Race by Reni Eddo-Lodge — review Financial Times. نسخة محفوظة 16 مارس 2018 على موقع واي باك مشين.
7. ↑  Viñas, Silvia (14 November 2017). "'Why I'm No Longer Talking To White People About Race' Is A Call To Action" NPR. نسخة محفوظة 19 سبتمبر 2018 على موقع واي باك مشين.